# Salasc
Salasc is een gemeente in het Franse departement Hérault (regio Occitanie) en telt 192 inwoners (1999). De plaats maakt deel uit van het arrondissement Lodève.

## Geografie
De oppervlakte van Salasc bedraagt 8,8 km², de bevolkingsdichtheid is 21,8 inwoners per km².

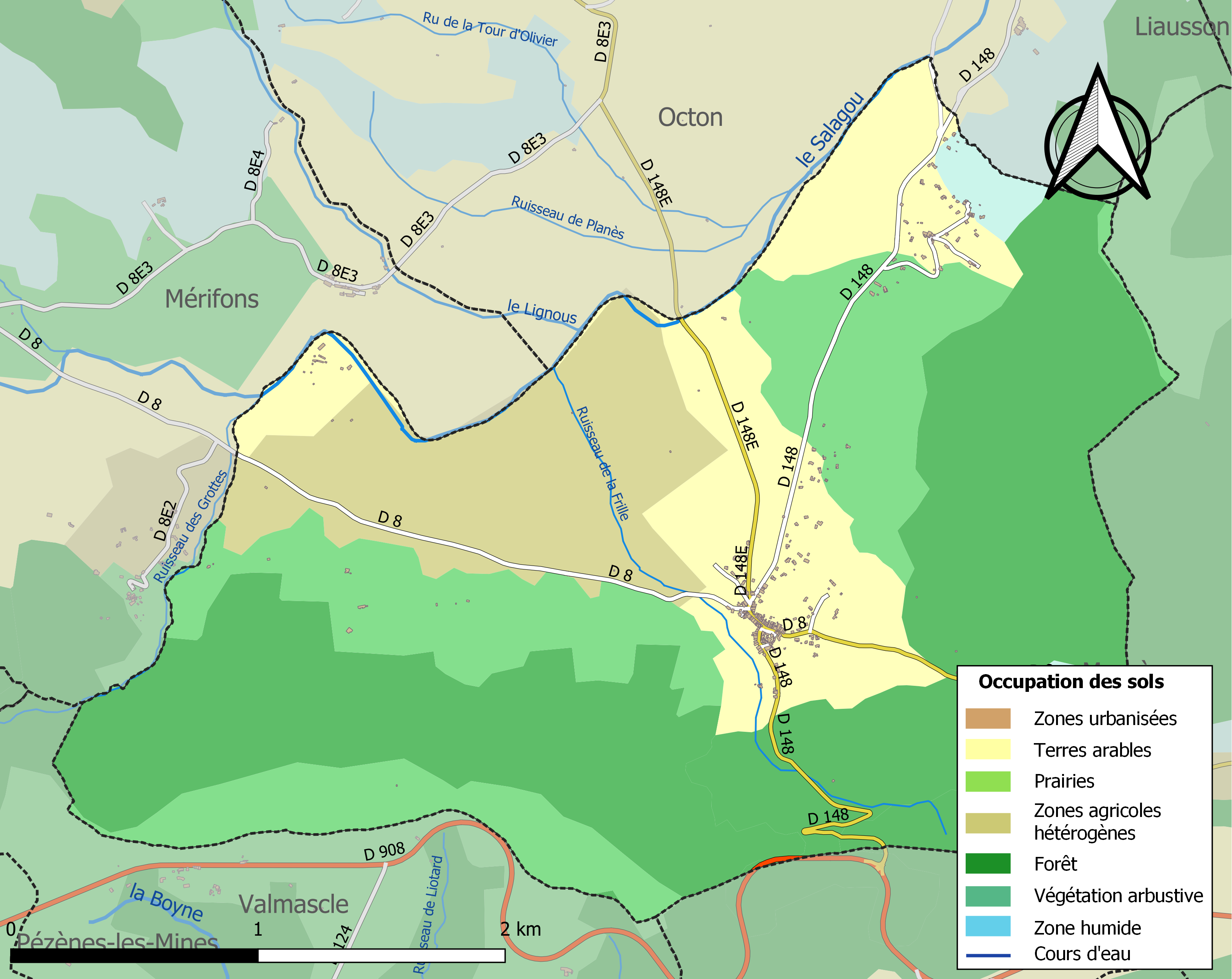
Kaart van de gemeente met de belangrijkste infrastructuur, bodemgebruik en omliggende gemeenten

## Demografie
Onderstaande figuur toont het verloop van het inwonertal (bron: INSEE-tellingen).